# Clematis hupehensis
Clematis hupehensis är en ranunkelväxtart som beskrevs av William Botting Hemsley och E.H. Wilson. Clematis hupehensis ingår i släktet klematisar, och familjen ranunkelväxter. Inga underarter finns listade i Catalogue of Life.